# Leichtathletik-Weltmeisterschaften 1991/1500 m der Männer

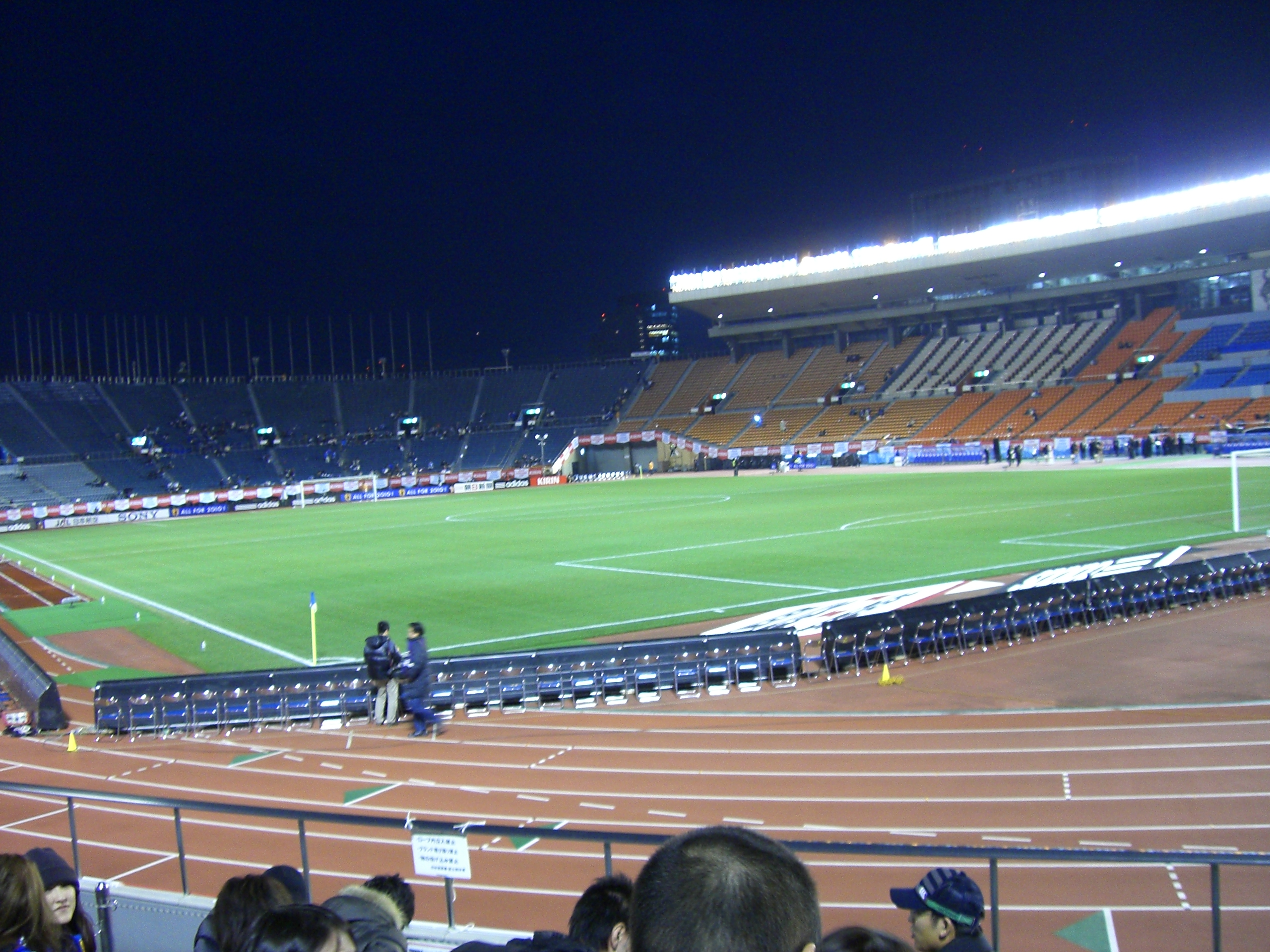
Das Olympiastadion in Tokio im Jahr 2008

Der 1500-Meter-Lauf der Männer bei den Leichtathletik-Weltmeisterschaften 1991 wurde vom 29. August bis 1. September 1991 im Olympiastadion der japanischen Hauptstadt Tokio ausgetragen.
Weltmeister wurde der Algerier Noureddine Morceli, der hier seinen ersten großen Erfolg feiern durfte. Für einige Jahre bestimmte Morceli anschließend das Geschehen auf dieser Strecke entscheidend mit. Den zweiten Rang belegte der Kenianer Wilfred Kirochi. Überraschender Dritter wurde der Deutsche Hauke Fuhlbrügge, der seinem Landsmann Jens-Peter Herold, dem amtierenden Europameister, die Bronzemedaille mit den letzten Schritten noch wegschnappte, nachdem Herold bereits jubelnd die Arme in die Höhe gereckt und sich zu früh gefreut hatte.

## Rekorde

### Bestehende Rekorde
| Weltrekord               | 3:29,46 min | Saïd Aouita | Berlin, BR Deutschland  | 23. August 1985   |
| Weltmeisterschaftsrekord | 3:35,67 min | Abdi Bile   | WM 1987 in Rom, Italien | 4. September 1987 |

### Rekordverbesserung
Der algerische Weltmeister Noureddine Morceli verbesserte den bestehenden WM-Rekord im Finale am 1. September um 2,83 Sekunden auf 3:32,84 min.

## Vorrunde
29. August 1991, 16:50 Uhr
Die Vorrunde wurde in drei Läufen durchgeführt. Die ersten sechs Athleten pro Lauf – hellblau unterlegt – sowie die darüber hinaus sechs zeitschnellsten Läufer – hellgrün unterlegt – qualifizierten sich für das Halbfinale. Nach einem Protest im Anschluss an die Vorrundenrennen wurde auch der im ersten Vorlauf siebtplatzierte Steve Cram als weiterer Starter für das Halbfinale zugelassen – ebenfalls hellgrün unterlegt.

### Vorlauf 1
| Platz | Name                | Nation              | Zeit (min) |
| ----- | ------------------- | ------------------- | ---------- |
| 1     | Noureddine Morceli  | Algerien            | 3:43,45    |
| 2     | Teofilo Benito      | Spanien             | 3:43,88    |
| 3     | Saïd Aouita         | Marokko             | 3:43,93    |
| 4     | Peter Rono          | Kenia               | 3:44,47    |
| 5     | Pat Scammell        | Australien          | 3:44,60    |
| 6     | Mikael Svensson     | Schweden            | 3:44,66    |
| 7     | Steve Cram          | Großbritannien      | 3:44,69    |
| 8     | Karol Dudij         | Polen               | 3:44,89    |
| 9     | Mbigyani Thee       | Botswana            | 3:45,04    |
| 10    | Edgar de Oliveira   | Brasilien           | 3:45,59    |
| 11    | Alex Geissbühler    | Schweiz             | 3:46,38    |
| 12    | Terrance Herrington | USA                 | 3:47,28    |
| 13    | Dale Jones          | Antigua und Barbuda | 3:55,41    |
| 14    | Lucas Elonga        | Äquatorialguinea    | 4:31,24    |
| DNS   | Abdi Bile           | Somalia             |            |

### Vorlauf 2
| Platz | Name               | Nation                  | Zeit (min) |
| ----- | ------------------ | ----------------------- | ---------- |
| 1     | Jens-Peter Herold  | Deutschland             | 3:41,21    |
| 2     | José Luis González | Spanien                 | 3:41,48    |
| 3     | Simon Doyle        | Australien              | 3:41,50    |
| 4     | Pascal Thiébaut    | Frankreich              | 3:41,50    |
| 5     | Wilfred Kirochi    | Kenia                   | 3:41,64    |
| 6     | Davide Tirelli     | Italien                 | 3:41,77    |
| 7     | Mogens Guldberg    | Dänemark                | 3:42,00    |
| 8     | Sergei Melnikow    | Sowjetunion             | 3:42,15    |
| 9     | Zeki Öztürk        | Türkei                  | 3:42,86    |
| 10    | Luis Núñez         | Dominikanische Republik | 3:48,54    |
| 11    | Fabian Franco      | Gibraltar               | 4:03,94    |
| DNS   | Daoude Kassougue   | Mauretanien             |            |
| DNS   | Han Kulker         | Niederlande             |            |
| DNS   | Jim Spivey         | USA                     |            |

### Vorlauf 3
| Platz | Name              | Nation         | Zeit (min) |
| ----- | ----------------- | -------------- | ---------- |
| 1     | David Kibet       | Kenia          | 3:38,07    |
| 2     | Rachid El Basir   | Marokko        | 3:38,29    |
| 3     | Fermín Cacho      | Spanien        | 3:38,31    |
| 4     | Mário Silva       | Portugal       | 3:38,37    |
| 5     | Gennaro Di Napoli | Italien        | 3:38,63    |
| 6     | Hauke Fuhlbrügge  | Deutschland    | 3:38,65    |
| 7     | Mohamed Suleiman  | Katar          | 3:38,89    |
| 8     | Matthew Yates     | Großbritannien | 3:39,30    |
| 9     | Mitsuhiro Okuyama | Japan          | 3:40,35    |
| 10    | Joao N’Tyamba     | Angola         | 3:41,05    |
| 11    | Alemayehu Roba    | Äthiopien      | 3:42,76    |
| 12    | José López        | Venezuela      | 3:45.61    |
| 13    | Luis Martínez     | Guatemala      | 3:46.39    |
| DNS   | Joe Falcon        | USA            |            |

## Halbfinale
30. August 1991, 17:30 Uhr
In den beiden Halbfinalläufen qualifizierten sich die jeweils ersten fünf Athleten – hellblau unterlegt – sowie die darüber hinaus zwei zeitschnellsten Läufer – hellgrün unterlegt – für das Finale.

### Halbfinallauf 1
| Platz | Name               | Nation         | Zeit (min) |
| ----- | ------------------ | -------------- | ---------- |
| 1     | Noureddine Morceli | Algerien       | 3:39,90    |
| 2     | Wilfred Kirochi    | Kenia          | 3:40,73    |
| 3     | Fermín Cacho       | Spanien        | 3:40,83    |
| 4     | Gennaro Di Napoli  | Italien        | 3:40,84    |
| 5     | Mário Silva        | Portugal       | 3:40,94    |
| 6     | Matthew Yates      | Großbritannien | 3:41,24    |
| 7     | Hauke Fuhlbrügge   | Deutschland    | 3:41,41    |
| 8     | Peter Rono         | Kenia          | 3:41,76    |
| 9     | Rachid El Basir    | Marokko        | 3:42,89    |
| 10    | Mikael Svensson    | Schweden       | 3:43,69    |
| 11    | Joao N’Tyamba      | Angola         | 3:44,63    |
| 12    | Pat Scammell       | Australien     | 3:45,17    |

### Halbfinallauf 2

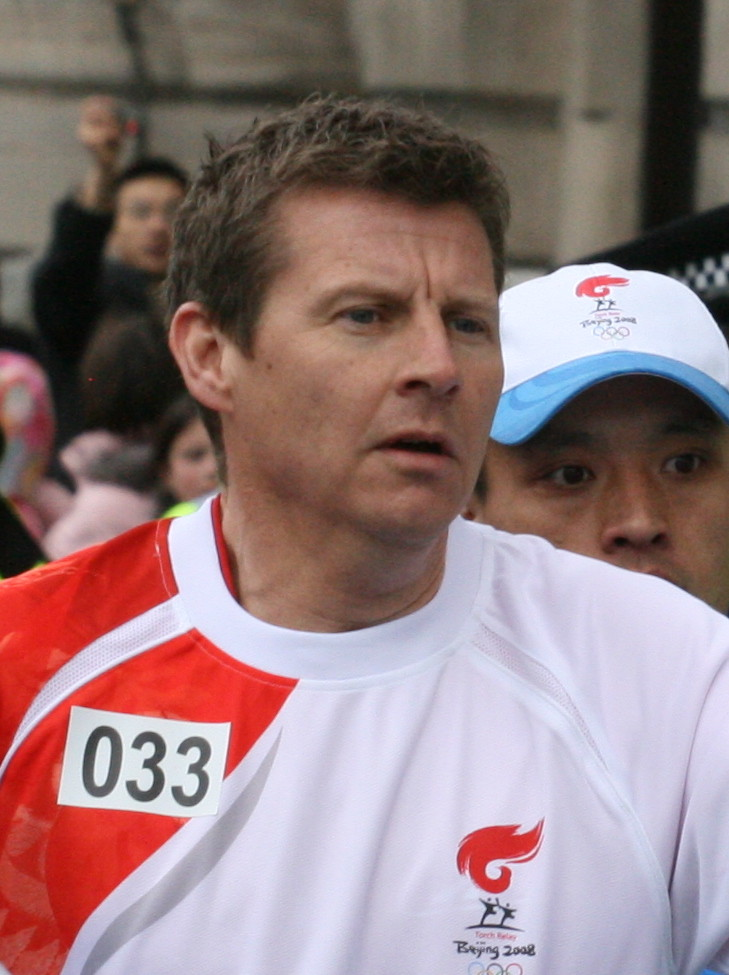
Steve Cram, 1983 Weltmeister, 1984 Olympiazweiter und zweifacher Europameister (1982/1986), fehlten sechs Hundertstelsekunden zum Erreichen des Finales

| Platz | Name               | Nation         | Zeit (min) |
| ----- | ------------------ | -------------- | ---------- |
| 1     | Jens-Peter Herold  | Deutschland    | 3:41,23    |
| 2     | Saïd Aouita        | Marokko        | 3:41,45    |
| 3     | Mohamed Suleiman   | Katar          | 3:41,48    |
| 4     | Simon Doyle        | Australien     | 3:41,52    |
| 5     | David Kibet        | Kenia          | 3:41,54    |
| 6     | Teofilo Benito     | Spanien        | 3:41,61    |
| 7     | Steve Cram         | Großbritannien | 3:41,67    |
| 8     | José Luis González | Spanien        | 3:41,71    |
| 9     | Davide Tirelli     | Italien        | 3:43,08    |
| 10    | Mogens Guldberg    | Dänemark       | 3:44,34    |
| 11    | Sergei Melnikow    | Sowjetunion    | 3:44,62    |
| 12    | Pascal Thiébaut    | Frankreich     | 3:45,18    |
| 13    | Mitsuhiro Okuyama  | Japan          | 3:49,96    |

## Finale

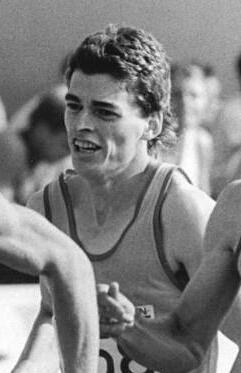
Hauke Fuhlbrügge (hier bei den DDR-Meisterschaften 1987) errang auf den allerletzten Metern noch die Bronzemedaille vor Jens-Peter Herold (hier an zweiter Stelle)

1. September 1991, 15:40 Uhr
| Platz | Name               | Nation         | Zeit (min) |
| ----- | ------------------ | -------------- | ---------- |
| 1     | Noureddine Morceli | Algerien       | 3:32,84 CR |
| 2     | Wilfred Kirochi    | Kenia          | 3:34,84    |
| 3     | Hauke Fuhlbrügge   | Deutschland    | 3:35,28    |
| 4     | Jens-Peter Herold  | Deutschland    | 3:35,37    |
| 5     | Fermín Cacho       | Spanien        | 3:35,62    |
| 6     | Mário Silva        | Portugal       | 3:35,76    |
| 7     | David Kibet        | Kenia          | 3:36,03    |
| 8     | Gennaro Di Napoli  | Italien        | 3:36,56    |
| 9     | Mohamed Suleiman   | Katar          | 3:38,12    |
| 10    | Matthew Yates      | Großbritannien | 3:38,71    |
| 11    | Saïd Aouita        | Marokko        | 3:39,49    |
| 12    | Simon Doyle        | Australien     | 3:41,54    |

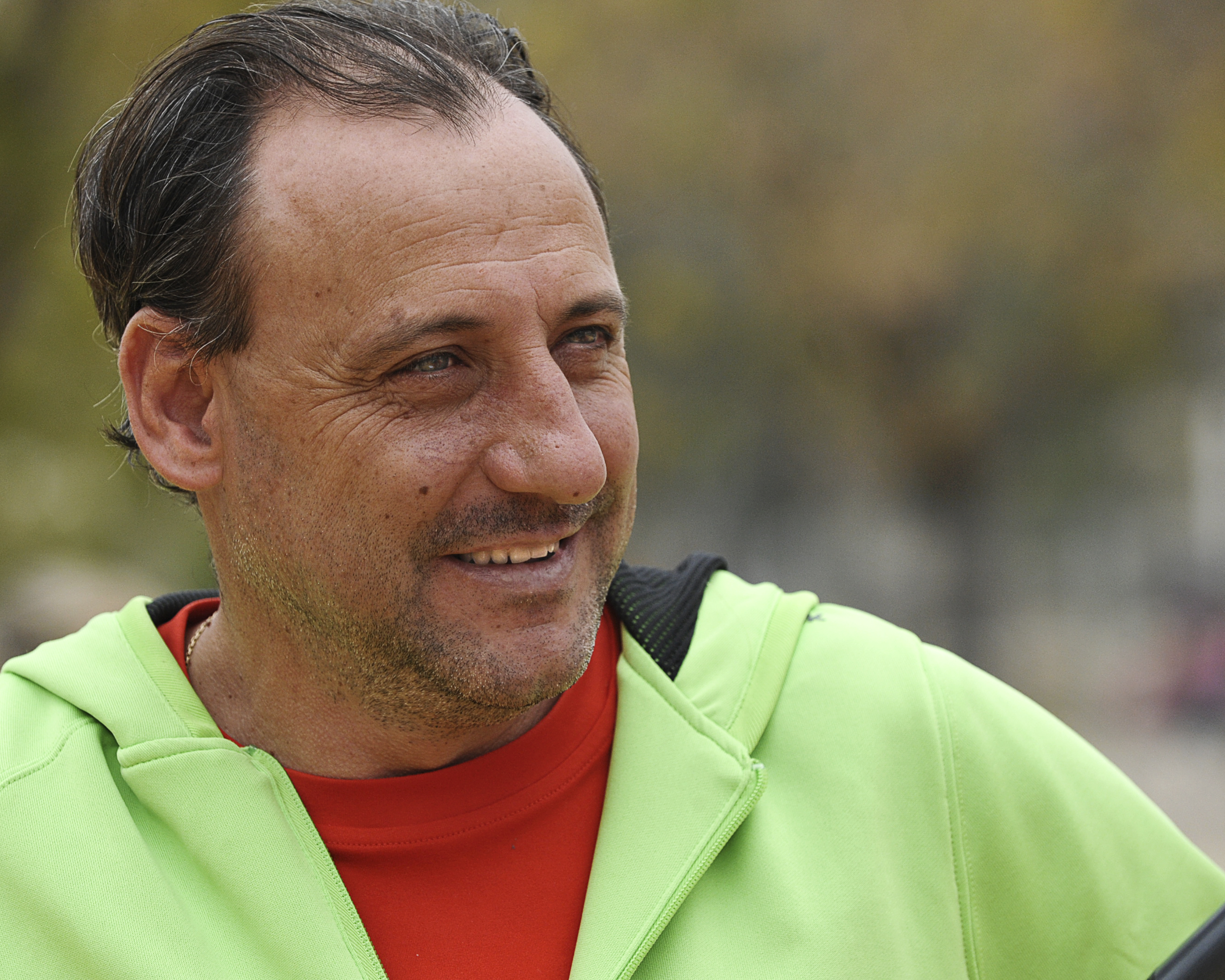
Fermín Cacho belegte Rang fünf – im kommenden Jahr wurde er Olympiasieger
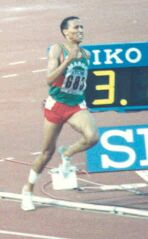
Saïd Aouita, 1983 WM-Dritter, außerdem über 5000 Meter 1984 Olympiasieger und 1987 Weltmeister sowie über 800 Meter 1988 Olympiadritter, hatte nicht mehr die Form früherer Tage und kam auf den elften Platz

## Video
- TOKYO 91 PART 5 =1500MTS MEN, Video veröffentlicht am 9. Juni 2009 auf youtube.com, abgerufen am 18. April 2020